# Josef Boris Wuchterle
Josef Boris Wuchterle (25. května 1891 Vránov – 21. prosince 1923 Praha), později používal i počeštěnou podobu příjmení Vuchterle, byl jeden z prvních příslušníků České družiny v Rusku a československý legionář. Jako velitel 10. roty III. praporu 1. československého střeleckého pluku byl vážně zraněn v bitvě u Zborova. V letech 1919 a 1920 organizoval evakuaci československých legionářů z Ruska zpět do vlasti.

## Životopis
Po základní škole absolvoval Obchodní akademii v Písku a pak se rozhodl odjet na zkušenou do carského Ruska. V Kyjevě začal pracovat jako účetní v místním závodě. Když vypukla 1. světová válka, objevila se i výzva českých starousedlíků žijících v Rusku, aby všichni krajané vstupovali do ruské armády. Josef Wuchterle se k této výzvě přihlásil a v srpnu 1914 jako jeden z prvních vstoupil do formující se České družiny; podmínkou k tomu bylo přijetí pravoslaví, proto pak ke svému jménu připojil i jméno Boris (do České družiny se tehdy přihlásilo 720 dobrovolníků, od prosince 1914 se jim začalo říkat Starodružiníci pro odlišení od dalších, rekrutovaných už především ze zajatců).
V listopadu 1914 se Wuchterle zúčastnil prvních střetů s rakouskými oddíly v Haliči jako řadový střelec, na přelomu let 1914–1915 už působil jako rozvědčík. Byl povýšen na desátníka. V únoru 1915 byla rota, v níž Wuchterle sloužil, přesunuta do oblasti východního Slovenska. V dubnu 1915 významně přispěl k tomu, že se 28. pěší pluk rakouské armády vzdal Rusům téměř bez boje.
Po ústupu přes Karpaty se jeho rota dostala v květnu 1915 do Přemyšle v dnešním Polsku a za dobrou průzkumnickou práci byl J. B. Wuchterle povýšen na podpraporčíka. V lednu 1916 byla Česká družina přejmenována na Československý střelecký pluk, k němuž pak díky novým posilám v dubnu 1916 přibyl ještě jeden pluk a vznikla tak Československá střelecká brigáda. Ta se ve dnech 1. a 2. července 1917 na Ukrajině zúčastnila bitvy u Zborova a v ní tehdy již podporučík Wuchterle velel 10. rotě III. praporu 1. československého střeleckého pluku. V boji byl 2. července těžce zraněn, kulka mu prolétla páteří, naštěstí bez poškození míchy (velení roty pak převzal Alois Janotka).
Z fronty přesunuli zraněného Wuchterleho do zborovského polního lazaretu a potom do štábu 1. pluku v Cecové, kde jej v polních podmínkách operoval český lékař a legionář Vladimír Haering. Wuchterlova následná léčba a rekonvalescence ale nezabránila invaliditě. Za své zásluhy byl povýšen do hodnosti kapitána; na rozhraní let 1917 a 1918 se již v hodnosti majora vrátil do řad československé armády, kde pak působil ve významných štábních funkcích a mohl tak uplatnit své organizační, jazykové i diplomatické schopnosti. V září 1918 byl z pověření ministra války generála M. R. Štefánika a vrchního velitele čs. zahraničních vojsk generála Maurice Janina podplukovník Wuchterle jmenován velitelem spojeneckých vojsk ve Vladivostoku, v letech 1919 a 1920 byl jmenován do čela československé vojenské mise a pověřen organizačními záležitostmi návratu československých legionářů z Ruska přes Kanadu zpět do vlasti. V roce 1920 se do Československa vrátil i on a stal se přednostou Kanceláře československých legií Ministerstva národní obrany. Podílel se na založení Klubu starodružiníků, sdružujícího bývalé první dobrovolníky z České družiny. V roce 1923 byl povýšen na plukovníka, ale v prosinci téhož roku na důsledky svého zranění zemřel.

## Ocenění
Během své vojenské kariéry obdržel Josef B. Wuchterle mnoho vyznamenání. Prvním byl v roce 1915 ruský Kříž sv. Jiří 4. třídy, následoval Řád sv. Stanislava 3. třídy s meči a stuhou, v roce 1916 medaile Za chrabrost a Kříž sv. Jiří 3. třídy. Po bitvě u Zborova v roce 1917 pak Řád sv. Anny 3. třídy s meči a stuhou a Kříž sv. Jiří 2. třídy.
V roce 1919 ho britský král Jiří V. ocenil Řádem Za vynikající službu, obdržel také československý Řád sokola s meči (Štefánikův řád) a Válečný kříž 1914–18 a francouzský Válečný kříž 1914–18 s palmou.
V roce 1920 byl vyznamenán čínským Řádem Wen–hu IV. stupně a japonským Řádem posvátného pokladu (Řádem zrcadla) III. třídy. Ve stejném roce obdržel i francouzský Řád čestné legie V. stupně, belgický Válečný kříž 1914–18 a Československou revoluční medaili, v roce 1921 pak Mezispojeneckou vítěznou medaili.
V roce 1925 byla odhalena ve Vránově na Wuchterlově rodném domě bronzová pamětní deska, ta ale byla po nařízení německých úřadů za druhé světové války sejmuta. Na vránovského rodáka upomíná jen pomník padlým v 1. světové válce umístěný asi 200 metrů za obcí, za řekou Radbuzou, a na kamenném jehlanu je i jméno Boris J. Wuchterle.

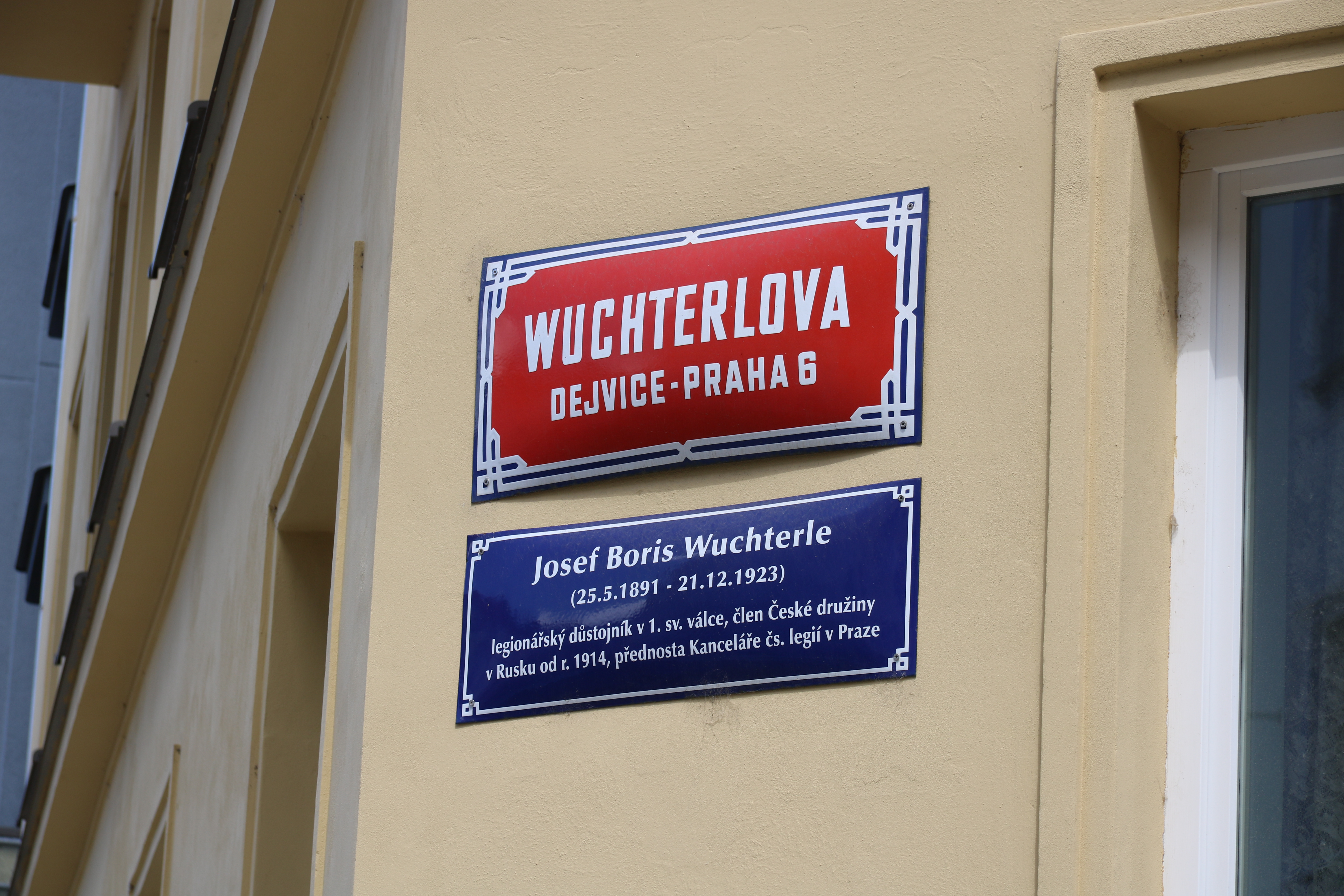
Wuchterlova ulice v Praze 6 - tabulky s názvem a s informacemi.

V Praze 6 – Dejvicích nese od roku 1990 jeho jméno Wuchterlova ulice, ve které je umístěna pamětní deska na domě čp.1609/8.